# Castello di Quirra
Il castello di Quirra è un castello in rovina risalente al XII secolo nel territorio del comune di Villaputzu, nel Sarrabus, nella provincia del Sud Sardegna. Il castello, posto ad un'altezza di 296 metri, offre una vista sulla costa, ma anche delle vallate all'interno.

## Storia
Costruito dai giudici di Cagliari sulla cima del monte Cudias per sorvegliare il confine con il giudicato di Gallura, venne occupato dagli aragonesi nel 1324. Successivamente fu teatro degli scontri tra il regno di Sardegna e il giudicato di Arborea.
Fu una delle residenze di Violante Carroz, morta secondo la tradizione proprio all'interno del maniero. Dal 1475 il castello divenne parte del patrimonio della corona d'Aragona.
Oggi ne rimangono in piedi solamente alcuni ruderi di notevole suggestione.